# Mehrdad Pooladi
Mehrdad Pooladi (* 26. Februar 1987 in Karadsch) ist ein ehemaliger iranischer Fußballspieler.

## Karriere

### Verein
Das Fußballspielen lernte Mehrdad Pooladi in der Jugendmannschaft von Paykan Teheran. Hier unterschrieb er 2006 auch seinen ersten Vertrag. Bis 2007 spielte er für den Club. Über die iranischen Stationen Esteghlal Teheran (2007–2009), Tractor Sazi Täbris (2009–2010), Mes Kerman (2010–2012) und Persepolis Teheran (2012–2014) wechselte er 2014 nach Katar. Hier  schloss er sich al-Shahania SC an. Mitte 2017 verließ er den Club und ging nach Thailand, wo er einen Vertrag beim Erstligisten Bangkok United unterschrieb. Nach Vertragsende im Dezember 2018 war er bis Anfang August 2019 vereinslos. Anfang August 2019 nahm ihn der in Katar beheimatete al-Kharaitiyat SC unter Vertrag. Hier stand er bis Ende Juli 2020 unter Vertrag. Der katarische Verein Muaither SC aus Muaither nahm ihn im Anschluss unter Vertrag.
Am 1. Juli 2021 beendete er seine Karriere als Fußballspieler.

### Nationalmannschaft
Von 2005 bis 2006 spielte Mehrdad Pooladi achtmal in der U-20-Nationalmannschaft. Fünfmal trug er von 2006 bis 2007 das Trikot der U-23. Für die iranische Fußballnationalmannschaft spielte er von 2011 bis 2015 27 Mal. Sein Länderspieldebüt gab er am 17. Juli 2011 in einem Freundschaftsspiel gegen Madagaskar.

## Erfolge
Esteghlal Teheran
- Iran Pro League: 2008/09

Persepolis Teheran
- Iran Pro League: 2013/14 (2. Platz)
- Hazfi Cup: 2012/13 (2. Platz)